# Paragigantione papillosa
Paragigantione papillosa är en kräftdjursart som beskrevs av Barnard 1920. Paragigantione papillosa ingår i släktet Paragigantione och familjen Bopyridae. Inga underarter finns listade i Catalogue of Life.